# Othmar Weis
Othmar Weis (* 21. April 1770 als Georg Weis in Bad Bayersoien; † 26. Januar 1843 in Jesenwang) war ein deutscher Benediktinerpater. Bekannt wurde er als Autor einer vollständig neuen Version der Oberammergauer Passionsspiele, die mit mehreren teils größeren Überarbeitungen noch Grundlage der heutigen Aufführungen bildet.

## Leben
Georg Weis wurde am 21. April 1770 in Bad Bayersoien, einem Dorf in den Ammergauer Alpen geboren. 1788 schloss er das (heutige) Wilhelmsgymnasium München ab  Anschließend absolvierte er am angeschlossenen Lyzeum das obligatorische zweijährige Grundstudium (= Philosophie). 1791 erhielt er bei seiner Profess im Benediktinerkloster Ettal den Klosternamen Othmar. Nach einem Studium an der Universität Ingolstadt wurde Pater Othmar Weis Leiter der Ettaler Klosterschule für besonders begabte Schüler.
Nach der Säkularisation und der damit verbundenen Auflösung des Klosters Ettal 1803 arbeitete Pater Othmar Weis weiter als Lehrer, u. a. in Oberau, wo der spätere Oberammergauer Pfarrer Joseph Alois Daisenberger zu seinen Schülern zählte.
Später wurde Pater Othmar Weis Pfarrer in Jesenwang, wo er am 26. Januar 1843 starb.

## Werk
1770 waren in Bayern die Passionsspiele generell verboten worden. Für 1780 und die folgenden Jahrzehnte hatte Oberammergau ein Ausnahmeprivileg für Aufführungen erhalten. Nachdem Maximilian von Montgelas dieses Privileg aufgehoben hatte, konnten die Passionsspiele 1810 nicht stattfinden.
Auf Anfrage der Oberammergauer hin verfasste Pater Othmar Weis eine neue Textversion in Prosa für die Passionsspiele, die stark an den Evangelien orientiert war und den Grundgedanken der Versöhnung in den Vordergrund stellte. Zu dieser Textversion verfasste der Oberammergauer Lehrer Rochus Dedler (1779–1822) die Bühnenmusik.
Für diese Version der Passionsspiele erhielt Oberammergau 1811 wieder die Aufführungserlaubnis. Pater Othmar Weis leitete selbst die Aufführung. 1850 und 1860 überarbeitete und ergänzte Pater Othmars ehemaliger Schüler Joseph Alois Daisenberger den Text von Pater Othmar Weis. Auch nach weiteren Änderungen und Ergänzungen im 20. und 21. Jahrhundert bildet die Textfassung von Weis und Daisenberger immer noch die Grundlage der heutigen Aufführungen.
Zur Erinnerung an den Textdichter der Passionsspiele ist die Straße in Oberammergau, an der das Passionstheater liegt, als Othmar-Weis-Straße benannt.